# HŠK Unitas Zagreb
Hrvatski športski klub Unitas Zagreb bio je hrvatski sportski klub iz Zagreba.
Nastao je 1920. spajanjem izletnih klubova Pique i Zrinski. Član je Jugoslavenskog nogometnog saveza od 1921. Nestao je nakon sezone 1928./29.
Članovi su uglavnom bili bankovni, privatni i trgovački činovnici.
Klupska adresa 1925. bila je Opatovina 23, sjeverozapadno od katedrale.